# Gianfredo Camesi
Gianfredo Camesi (Cevio, 24 marzo 1940) è un pittore e scultore svizzero-italiano.

## Biografia
Agli esordi nella pittura, di stampo classico, segue un periodo, a partire dagli anni sessanta, più sperimentale, nel quale si cimenta anche nella scultura. Dal 1960 al 1974 vive a Ginevra. Verso la fine degli anni sessanta, incontra i galleristi Ziegler (galleria Renée Ziegler a Zurigo) e Runnqvist (galleria Bonnier a Ginevra). Nel 1973 rappresenta la Svizzera alla Biennale di San Paolo (Brasile) in Brasile con il suo lavoro realizzato a Menzonio nel biennio (1972-1973): una serie di 400 acquerelli e 15 oli su tela di cui 9 autoritratti. A partire dal 1975 si stabilisce in Francia. Dopo aver vinto varie borse federali svizzere delle Belle Arti, è designato «ambasciatore» dell'arte svizzera all'estero.

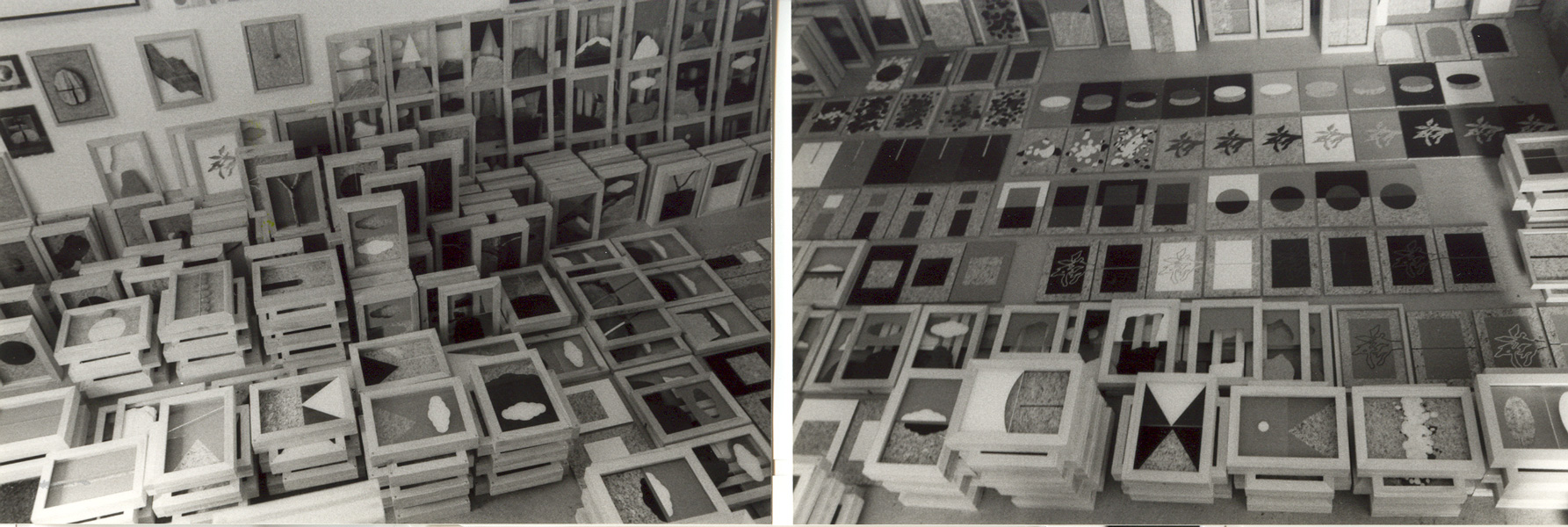
«Alchimia della Visione - Archeologia del Pensiero» in deposito nell'atelier di Menzonio 1985.

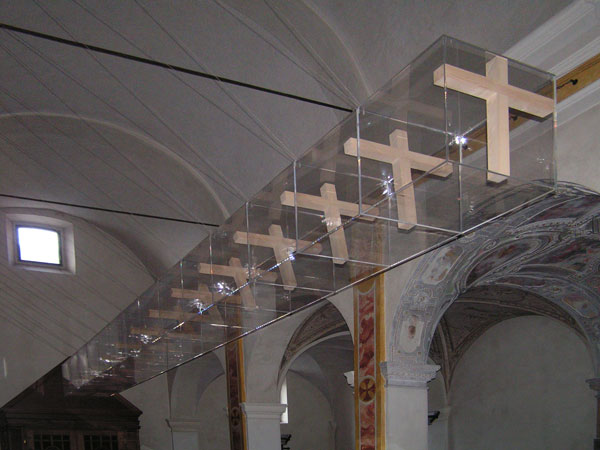
Melide, Chiesa dei Santi Quirico e Giulitta: Via Crucis

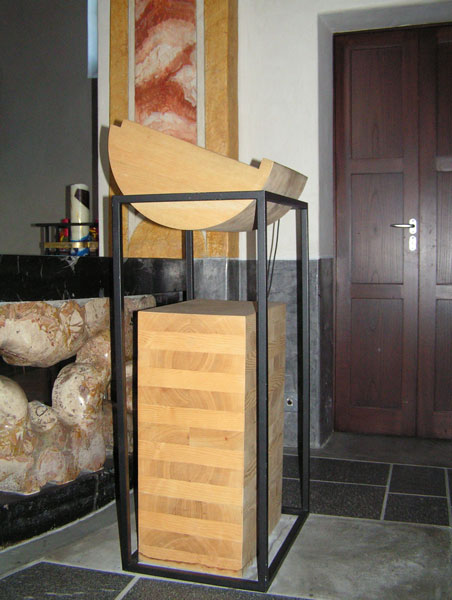
Melide, Chiesa dei Santi Quirico e Giulitta: Ambone

## Esposizioni

### Individuali
- Galleria Renée Ziegler a (Ginevra) e Zurigo.
- Galleria Bonnier a Ginevra.

#### Altre
- Cureglia, Biennale SPSAS d'arte all'aperto
- Galleria Maximilien Guiol a Parigi
- Galleria Noella G a La Neuveville

#### Nei musei
- Stedelijkmuseum ad Amsterdam
- XII Biennale di San Paolo.
- Musée d'art et d'histoire di Ginevra (sezione: Museo Rath) (in particolare Cosmogonia 0-1-0, Il Teatro dei Segni)
- Trudelhaus a Baden
- Museum zur Allerheiligen a Schaffhausen
- Kunstmuseum di Berna
- Museo d’Art e d’Histoire di Neuchâtel
- Museo Cantonale d'Arte a Lugano[2]

### Collectives
- Stedelijkmuseum a Amsterdam
- Kunsthalle di Berna, Mannheim, Zurigo
- Grand Palais di Parigi
- Museo d'Arte Moderna della Città di Parigi
- Meguro Museum of Arts a Tokyo
- Museo Nazionale Svizzero nel castello di Prangins
- Il Centro Culturale a New York
- Il Centro culturale svizzero di Parigi